# SWAT

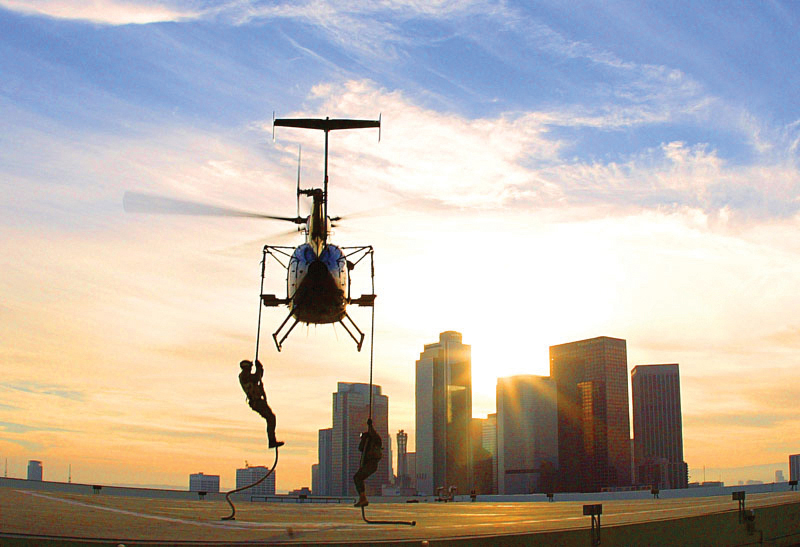
미국 연방수사국 요원들이 인질 구출 훈련을 하고 있다.

특수화기전술조(Special Weapons Assault Team S.W.A.T.)는 경찰과 같은 법률집행기관의 하위 조직으로서, 군대와 맞먹는, 혹은 상당하는 무기를 장비하고, 제복 경찰의 능력을 벗어나는 고위험 임무에 대한 전술적 대응에 특화된 조직이다.
"경찰특공대"(警察特攻隊) 또는 "SWAT"은 국제적으로 사용되는 용어이며, 특정 국가의 조직을 한정하지 않는다.
존재 가치가 의문시되어 존립의 위기 상황이었던 SWAT 조직은 1992년 LA 폭동으로 인하여 존립에 필요성을 인정받는다. 그래서 LA 폭동을 겪은 전직 LA 경찰서장 대릴 게이츠가 창설에 관여하게 된다.

## 장비품

### 액세서리
- 방탄복
- 무릎, 팔꿈치 보호대
- 각종 탄창, 소음기 주머니
- 레그홀스터(권총넣는 홀스터)
- m88 방탄헬맷(신입 대원들은 MICH2000을 쓴다.)
- 방탄 고글, 방독면(고글은 헬맷에 방독면은 가스파우치에 넣는다.)
- 방탄 방패
- 야간투시경
- 옵티 완드
- 가스파우치
- 닉마이크
- 무전기

### 차량
- 1인승 장갑차량 PAV-1 Badger

### 무기
- SWAT의 권총은 보통 9mm 반자동 권총을 제식화기로 사용한다. 또한 권총의 종류에는 글록 시리즈나 M1911 권총, 콜트시리즈를 쓴다
- SWAT의 소총은 임무에 따라 무기가 달라진다. 인명 구출용이라면 초기에MP5를 주로 사용하였으나, 최근에는 MP7A1으로 교체되어 사용되고있다. 소총에는 CAR-15나 M4A1를 사용한다. 장거리임무에는 M16을 쓰고, 저격용으로는 MSG90이나 L96, 강력한 화력이 필요한 경우는 배럿 M82를 쓴다. 용의자가 많고 은밀한 임무가 요구될 경우, 인명 구출용에서 사용되는 MP5, MP7A1과는 다르게 소음기가 장착되었다.
- 소총 - 대표적인 무기: M4A1, G36, HK416,
- 기관단총 - 대표적인 무기:UMP, G36C, MP5- MP7A1으로 교체되고있음.
- 산탄총 - 대표적인 무기: 베넬리 M3, 레밍턴 M870, 베넬리 M4
- 저격총 - 대표적인 무기: PSG-1, MSG-90, L96계열, 배럿 M82
- 기관총 - 대표적인 무기: M60
- 권총 - 대표적인 무기: 글록시리즈, 베레타, HK USP, P7M13
- 유탄발사기 - 대표적인 무기: HK69, M79
- 연막탄 - AN-M8, M-18
- 섬광탄 - M84
- 충격탄 - 소규모 진압 때 사용하는 특수한 수류탄으로, 터지면 다량의 고무탄이 튀어나와 용의자를 고통스럽게 한다.
- 밀코 MGL Mk.1
- 배터링 램
- 페퍼 스프레이 - 보통 시위 진압때 사용되는 무기로, 스프레이형 전술적 무기이며 맞을경우 따가운 느낌과 함께 매우 독한 연기를 맞은듯한 기분을 들게 한다.(체포할때도 사용됨)
- 옵티 완드 - 적에게 자신의 모습을 보이지 않고 벽 모퉁이를 살피거나 닫힌 문 틈으로 문 안쪽방의 상황을 살필 수 있게 하는 매우 특수한 장비이다. SWAT의 첨단장비다.
- 페퍼볼 - 건 - 서바이벌건에서 기초를 얻어 개발한 총으로, 페퍼스프레이의 성분을 페인트볼탄과 같은 총탄에 넣어서 발사하는 장비. SWAT의 다른 장비들과 달리 '비 살상무기'로 적을 사살시키지 않고 체포할 수 있는 장비이다. 실제로 사용되긴 하지만 그 사용횟수가 적다고 함.
- 고무탄 총 - 특수하게 제작된 총으로 실탄을 발사하지 않고 코르크마개처럼 생긴 고무덩어리를 발사한다. 이 고무덩어리를 맞은 사람은 맞은 부위의 근육이 매우 수축하여 힘을 쓸 수 없게된다. 비살상무기. 요즈음에는 페퍼볼 - 건 보다 고무탄 총을 더 많이 사용한다.
- 테이저 건 - 일종의 전기충격기로, 사거리는 5 ~ 12(최대)미터. 비살상무기의 한 종류로 두 개의 전극을 발사하여 맞는사람에게 5만볼트 이상의 전기충격을 주어 근육과 신경을 마비시켜 어떠한 일체의 행동도 하지 못하게 한다. 테이저사가 제작하였음.
- 전기충격기 - 주로 근접전에 사용되며 소수의 대원이 사용한다

## 같이 보기
- 경찰 특공대 목록
- 경찰기동대

## 참고
1. ↑  Christopher D. Goranson (2003). 《Police Swat Teams: Life on High Alert》. New York, NY: The Rosen Publishing Group.